# 降主动脉
降主动脉是体循环动脉的主干之一，负责将富含氧气的血液从心脏输送至躯干下半部和下肢。它是主动脉的一部分，始于主动脉弓，向下延伸至胸腹部。

## 解剖学结构
降主动脉以主动脉裂孔（即膈肌部）为界，以上段因处于胸腔，称为胸主动脉，上接主动脉弓；以下段因处于腹腔，称为腹主动脉，在第四腰椎处向下分支成左右两条髂总动脉，为盆腔和下肢供血 。
在胎儿时期，降主动脉通过动脉导管与肺动脉相连。随着胎儿的发育，该动脉会退化为动脉韧带。  

## 作用
降主动脉将含氧血液从心脏输送到身体其他部位，在体内具有重要功能。